# O wojnie
O wojnie (niem. Vom Kriege) – traktat Carla von Clausewitza poświęcony sztuce wojennej wydany w 1832 w Berlinie przez Ferdinanda Dümmlera staraniem Marie von Clausewitz, żony autora.

## Historia
Dzieło powstawało przez lata rozwijającej się kariery Clausewitza. Jak sam stwierdził, miał ambicje napisania książki, która nie uległaby zapomnieniu po 2 lub 3 latach, takiej, do którejś ktoś zainteresowany tematem mógłby powracać wielokrotnie. Clausewitz zmarł jednak, nie ukończywszy dzieła, w 1831, najprawdopodobniej na panującą wówczas cholerę. Doprowadzeniem do wydania książki zajęła się jego żona Marie von Clausewitz.

## Struktura
Dzieło podzielone zostało na 8 ksiąg i 128 rozdziałów, niekiedy bardzo krótkich. Zasadniczą część pracy stanowią zwięzłe komentarze, a całość przybiera formę dialektycznego dyskursu.
Księgi:
- O naturze wojny
- O teorii wojny
- Strategia
- Walka
- Siły wojskowe
- Obrona
- Atak
- Plan wojny

## Treść
W analizie dzieła wyodrębnić można trzy główne zagadnienia: istotę wojny, istotę strategii oraz relację polityka-wojna.

### Istota wojny
Istotą wojny ma być pokonanie przeciwnika i skłonienie go do realizacji naszej woli. Środkiem wojny jest walka. Aby pokonać wroga należy rozbić jego armię, zająć terytorium i złamać wolę kontynuowania oporu. Na geniusz wojenny składają się cztery cechy: odwaga, wytrwałość i męstwo, przenikliwy rozum oraz trafność spojrzenia, przytomność i zdecydowanie umysłu.
Clausewitz podważył jednak istnienie teorii wojny jako nauki pozytywnej. Wskazuje, że w obliczu przebiegu praktyki wojennej teoria powinna być raczej rozważaniem niż doktryną.

### Istota strategii
Clausewitz rozróżnił naukę o użyciu siły militarnej w bitwie – taktykę i naukę o użyciu bitwy do celów wojny – strategię. Celem konfrontacji militarnej ma być fizyczne rozbicie sił przeciwnika oraz pozbawienie go woli walki. Istotne jest nie samo pokonanie wroga, lecz właśnie jego zniszczenie. Z tego punktu widzenia ważne jest np. kontynuowanie pościgów za uciekającą armią, gdyż jest to okazja do zadania mu druzgocących strat. Clausewitz wyróżnił następujące czynniki strategii:
- wielkości moralne;
- odwagę;
- wytrwałość;
- przewagę liczebną;
- zaskoczenie;
- podstęp;
- skupienie w przestrzeni;
- połączenie sił w czasie;
- odwód strategiczny;
- ekonomię sił;
- czynniki geometryczne.

Sformułował ponadto dwie zasady wyznaczające plan wojny i służące jako wskazania do wszystkiego innego:
- określenie środka ciężkości sił wroga;
- działanie szybkie, zdecydowane i ukierunkowane na całościowe zniszczenie armii przeciwnika[6].

Clausewitz dokonał także analizy przemian zachodzących w działaniach wojennych od czasu rewolucji francuskiej i przewidywał zwiększenie roli udziału całych narodów w zmaganiach wojennych.

### Relacja polityka-wojna
Według autora wojna bezsprzecznie jest integralną częścią polityki. Dosłownie sformułował tę myśl pisząc: Wojna jest niczym innym, jak dalszym ciągiem polityki przy użyciu innych środków. W innym miejscu określił też wojnę jako narzędzie polityki. Uważa także, że wojnę stworzyła polityka i niemożliwe jest oddzielenie ich od siebie.

## Cytaty
- Bitwa jest krwawym i niszczącym zmierzeniem się sił fizycznych i moralnych
- W strategii wszystko jest proste, lecz nie jest łatwe
- Środek ciężkości leży w jedności interesów